# Калиново (Минская область)
Калиново (бел. Калінава, до 1964 г. — Кобыльчицы) — деревня в Докторовичском сельсовете Копыльского района Минской области (Беларусь). 

## География
Расположена на расстоянии 10 км от Копыля, 130 км от Минска, 8 км от жел. ст. Ванилевичи на линии Осиповичи-Барановичи. Транспортные связи по шоссе Узда-Копыль и далее по автодороге Копыль-Усово-Калиново (автобус по маршруту Копыль-Садовичи). По состоянию на 1 января 2018 г. в деревне было 6 домов, в которых проживали 6 человек, все пенсионеры.

## История
В 2-й пол. 18 в. деревня в Новогрудском повете и воеводстве Великого княжества Литовского. В 1789 г. деревня (11 дворов) и фольварк, была корчма, собственность князя Радзивилла. После второго раздела Речи Посполитой (1793) в составе Российской империи, в Слуцком уезде Минской губернии. В 1795 г. небольшое село в том же уезде, 62 жителей. В 1800 г. 12 дворов, 65 жителей. В 1816 г. 10 дворов. В 1897 г. деревня в Тимковичской волости того же уезда, 29 дворов, 174 жителей; в поместье проживало 12 жителей; в усадьбе — 9 жителей. В 1909 г. в деревне 33 дворов, 261 житель; в фольварке — 6 жителей. В 1917 г. в деревне 39 дворов, 212 жителей. В 1921 г. открыта школа первой ступени, 1 учитель, 21 ученик, имела 3 десятины пашни. В 1924 г. 45 дворов, 217 жителей. С 20 августа 1924 г. деревня в Черногубовском сельсовете Копыльского района Слуцкого округа, 45 дворов, 217 жителей; в 1926 г. 46 дворов, 204 жителя. В нач. 1930-х гг. в Ванелевичском сельсовете, создан колхоз «Сталинец», работали кузница, маслозавод, детские ясли. С 20 февраля 1938 г. в Минской области. Во время Великой Отечественной войны с 27 июня 1941 по 1 июля 1944 г. деревня оккупирована немецко-фашистскими захватчиками. На фронте и в партизанской борьбе погибли 11 уроженцев. С 20 сентября 1944 г. в Бобруйской, с 8 января 1954 г. в Минской областях. С 24 мая 1960 г. в Докторовичском сельсовете, 180 жителей. В 1997 г. 19 хозяйств, 26 жителей. В 2007 г. 11 хозяйств, 12 жителей, в составе СВК «Ванелевичи».